# Ponja
Ponja (vitryska: Поня) är ett vattendrag i Belarus.   Det ligger i voblasten Vitsebsks voblast, i den norra delen av landet, 120 km norr om huvudstaden Minsk.
I omgivningarna runt Ponja växer i huvudsak blandskog. Runt Ponja är det glesbefolkat, med 14 invånare per kvadratkilometer.